# Wolo
Wolo es una de las provincias históricas tradicionales de Etiopía, con capital en la ciudad de Dese. Ubicada en el nor-este del país, entre los años 1942 y 1995 constituía una de las 14 provincias del país, de acuerdo a la organización administrativa vigente de la época.

## Descripción
Antiguamente era conocida como Lakomelza. Su capital, y principal ciudad, era Dese. Otros centros urbanos importantes eran Sekota, Weldiya, Bati y Serdó. El territorio de la provincia limitaba al norte con la provincia de Tigray, al nor-este con la provincia de Eritrea, al este con Yibuti, al sur con las provincias de Hararge y Shewa; y al oeste con las provincias de Gondar y Gojjam.

## Historia
Después de la derrota de los italianos en 1941, Amhara Sayint, Lasta, Raya y Wag fueron anexionadas a Wolo. Las rebeliones campesinas sacudieron la provincia, que incluyó la rebelión de Woyane en 1943 y las revueltas de Yejju en 1948 y 1970.
En virtud de la reorganización territorial de 1995, la provincia fue dividida entre las regiones de Afar (la parte de la provincia que se extendía en la Depresión de Afar), la región de Tigray (el ángulo nor-occidental de la provincia) y la región Amhara (que adquirió la parte restante, ubicada en el macizo etíope).

## Awrajas
La provincia estaba dividida en 11 awrajas (distritos).
- Awsa
- Borena
- Dese Zuriya
- Kalu
- Lasta
- Raya y Kobo
- Wadla Delanta
- Wag
- Were Himeno
- Were Ilu
- Yeja